# Transformator

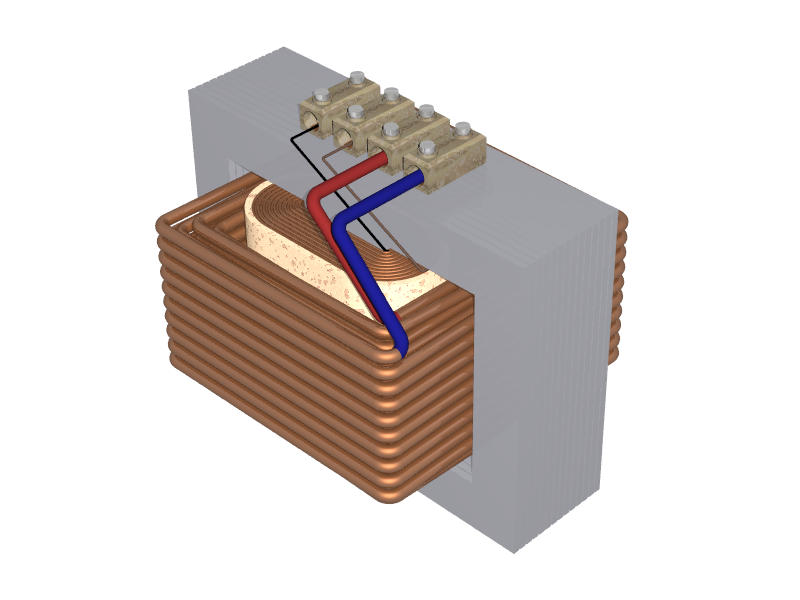
Svetstransformator

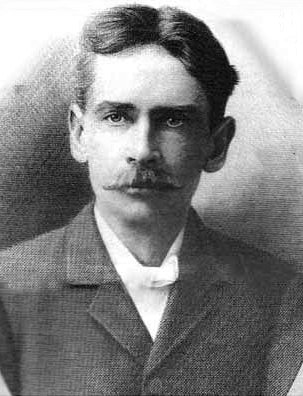
William Stanley Jr.

En transformator är en elektroteknisk komponent som genom elektromagnetisk induktion omvandlar elektrisk energi mellan olika ström- och spänningsnivåer. 
Transformatorn uppfanns 1879 av William Stanley Jr. En Amerikansk fysiker född 1858 i Brooklyn, New York. Transformatorn är en av huvudkomponenterna i ett elkraftsystem då den innebär en relativt stor ekonomisk investering men även för att ett transformatorhaveri kan få betydande ekonomiska konsekvenser.

## Etymologi
Trans- som morfem betyder över, bortom, att gå bortom, från latinets trans-, som preposition över, gå över, bortom, det troliga ursprunget är från trare-, som betyder att korsa (se igenom).

## Uppbyggnad och funktionssätt

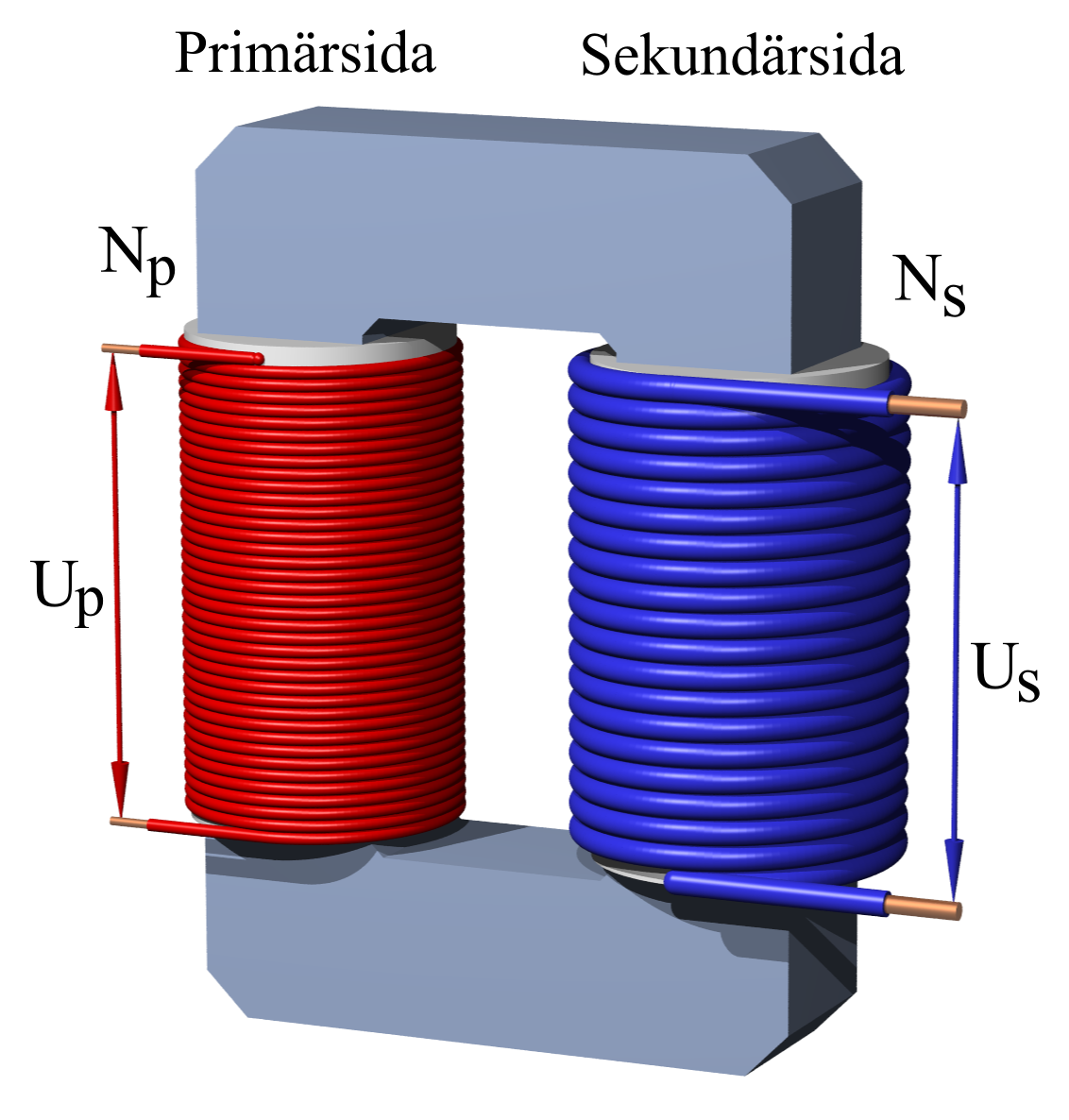
En transformators primär- och sekundärsida

Den vanligaste typen av transformator kan anses bestå av tre delar: primärlindning, sekundärlindning och kärna. En växelström genom primärlindningen ger upphov till ett tidsvarierande magnetiskt fält i kärnan. Kärnan överför det magnetiska fältet till sekundärlindningen i vilken det induceras en spänning. Den enklaste transformatortypen består av en järnkärna och två metalltrådar som är lindade runt kärnan. Vissa konstruktioner har ett flertal lindningar på sekundärsidan.
En lindning i en transformator är en ledare som är lindad runt kärnan. 
Antalet lindningsvarv (N) på sekundär- respektive primärlindningen bestämmer förhållandet mellan transformatorns sekundär- och primärspänning(i det ideala fallet):
{\displaystyle {\frac {U_{p}}{U_{s}}}={\frac {N_{p}}{N_{s}}}}
För strömmarna i respektive lindningar gäller det omvända förhållandet:
{\displaystyle {\frac {I_{s}}{I_{p}}}={\frac {N_{p}}{N_{s}}}}
Transformatorn innehåller även isolationsmaterial i form av till exempel papper och lack. Isolationsmaterialet omger lindningarna och skyddar mot elektriska överslag. För ytterligare skydd av lindningarna appliceras ofta ett tunt lager lack utanpå. I vissa transformatorer är lindningarna och kärnan nedsänkta i olja för att skydda ytterligare. I de fallen är hela transformatorn skyddad av en tank.
En speciell typ är sugtransformatorn som har förhållandet 1:1 mellan primär- och sekundärlindningarna.
För högfrekvenstillämpningar kan kärnfria transformatorer förekomma.

### Exempel
En nättransformator med 1 000 varv i primärlindningen och 100 varv på sekundärlindningen där primärlindningen ansluts till ett vägguttag med 230 V (volt) växelspänning ger 23 V på sekundärlindningen. Om en ström på 100 mA (milliampere) tas ut på sekundärsidan belastas primärsidan med 10 mA  (exemplet är förenklat och bortser bland annat från förluster.)

### Kärnstrukturer

Laminering av kärnan reducerar förluster på grund av virvelströmmar

Det finns tre grundläggande kärnstrukturer för transformatorer. Dessa är EI-kärnan,  C-kärnan och Toroidkärnan där EI-kärnan är den vanligaste kärnan. Lindningarna ligger vanligtvis på en bobin kring "mittbenet" och den E-formade delen kortsluts magnetiskt med I-delen. 
Toroidkärnan har kommit att användas allt mera (med undantag för switchtekniken). Den består av cirkulära band av tunna transformatorplåtar som staplas på varandra. Denna typ av transformatorkärna är ofta använd då den har ett mycket litet läckage och därmed hög verkningsgrad. 
C-kärnan är vanligt förekommande hos till exempel utgångstransformatorer för rörförstärkare då den har minst läckage av alla kärntyper och kan ges ett cirkulärt tvärsnitt. Det är också lätt att införa ett luftgap för att motverka eventuell DC-magnetisering i samband med till exempel klass AB-förstärkare eller filterdrosslar. Bobiner används även för denna typ av kärnstruktur.

#### Laminering
Det varierande magnetiska flödet genom kärnan inducerar strömmar i kärnan som är riktade vinkelrätt mot det magnetiska flödets riktning. För att begränsa dessa strömmar, som ger resistiva förluster, kan kärnan lamineras, byggas upp av tunna plåtar med ett tunt isolerande skikt mellan plåtarna.
En annan möjlighet är att bygga kärnan av magnetiska partiklar inbakade i ett isolerande material. 

## Enkellindade transformatorer

Enkellindad transformator med flera spänningsuttag på sekundärsidan

Det finns i huvudsak två kategorier av transformatorer, enkellindade transformatorer (spartransformatorer eller sparkopplade transformatorer) och transformatorer med flera lindningar (fulltransformatorer eller fullkopplade transformatorer).
Enkellindade transformatorer har endast en lindning, men denna har flera uttagspunkter. Ett exempel är spartransformatorer (eller autotransformatorer) som tidigare användes för att transformera den då vanliga 220 V-spänningen i vägguttagen till 110 V för att passa äldre apparater som konstruerats för denna spänning. En sådan transformator har till exempel 1000 varv ledningstråd lindad runt en järnkärna, men efter 500 varv finns en anslutning till lindningen. Vägguttagets 220 V kopplas till lindningens ändpunkter och apparaten som kräver 110 V kopplas till den ena ändpunkten och lindningens mittpunkt. Följaktligen får den halva nätspänningen och elnätet belastas bara med halva den ström apparaten drar. Den totala effekt som åtgår för att driva apparaten är densamma som om apparaten anslutits till en 110 V-källa. Spartransformatorer är i Sverige förbjudna som konsumentprodukt på grund av den risk för elchock som föreligger vid deras användande om det skulle uppstå ett isolationsfel i apparaten eftersom lindningens "gemensamma" ände av misstag kan anslutas till fasledaren i stället för neutralledaren.
För matning av elektrifierade järnvägar används spartransformatorer, se rälsåterledning.
En fördel med spartransformatorer är att kärnan kan göras mindre än vid en fulltransformator (som har galvaniskt skilda primär- och sekundärlindningar). Vid omsättningen 2:1 (till exempel för omvandlingen 220 till 110 V) behöver den dimensioneras för bara halva den effekt (typeffekt) som den anslutna apparaten behöver. En fulltransformator kräver dessutom mycket mera ledningsmaterial för lindningarna än en spartransformator. Detta har betydelse för transformatorns tyngd, volym samt pris och det är därför konstruktionen benämns spartransformator.

## Transformatorer med flera lindningar

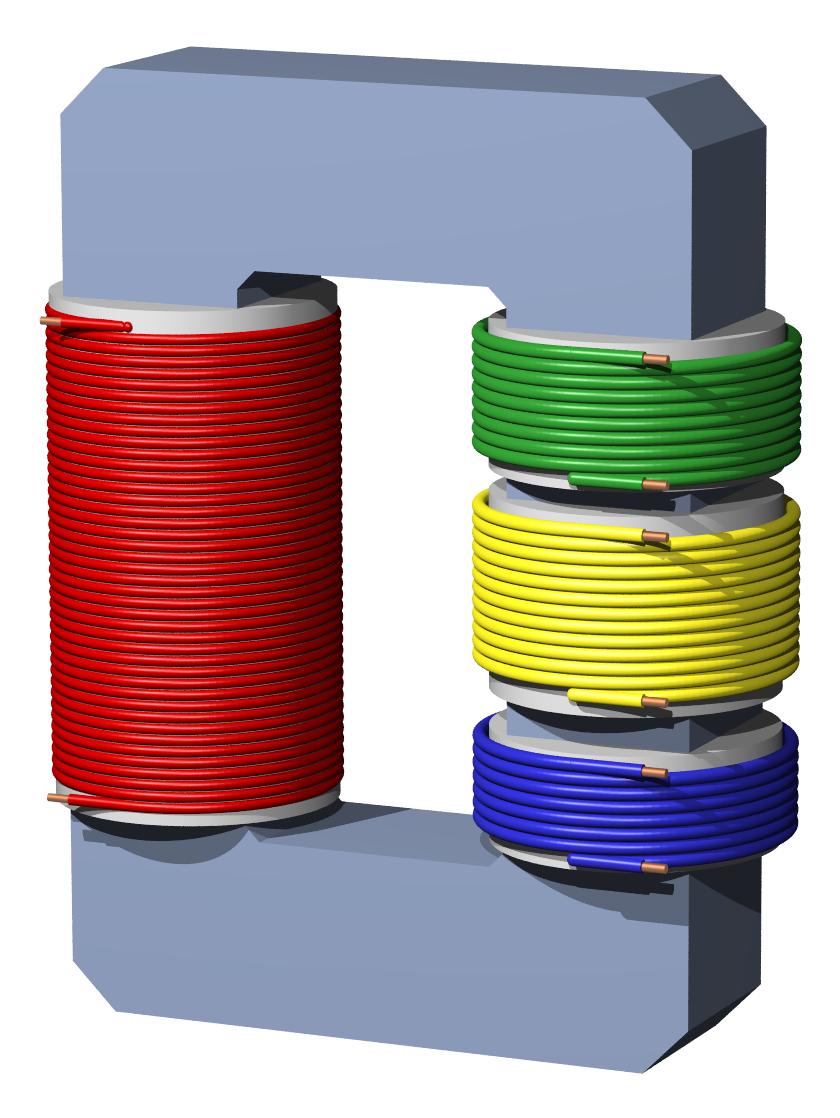
Transformator med tre lindningar på sekundärsidan

Transformatorer med flera lindningar har ofta en primärlindning och en eller flera sekundärlindningar. En vanlig tillämpning är elektriska apparater som konstrueras för att drivas med en låg spänning där transformatorn omvandlar 230 V, som är den nominella spänningen i det svenska elnätet, till exempelvis 6 V. Ett exempel är bandspelare som antingen kan drivas med batterier eller med en batterieliminator. Batterieliminatorn innehåller en transformator och en likriktare vilka tillsammans ger samma spänning som batterierna och eliminerar därmed behovet av batterier när det finns möjlighet till nätanslutning. 
En transformator med flera sekundärlindningar kan ge flera utspänningar. Det är vanligt i apparater som kräver mer än en spänning, till exempel äldre TV-apparater. Där finns ofta en spänning på 5 V för digital elektronik, 12 V för analog elektronik (till exempel ljudförstärkare) och glödspänning, vanligen 6,3 V, för bildröret.  
Analog elektronik som operationsförstärkare kräver ofta en så kallad dubbelspänning (till exempel +15V och -15V relativt en gemensam jordpunkt, efter likriktning), och den kan åstadkommas med en sekundärlindning som förses med mittuttag.  Mittutaget bildar nollpunkt för matningsspänningarna som tas ut mellan varje ände på lindningen och mittuttaget, och efter likriktning blir de positiv respektive negativ spänning relativt nollpunkten.

## Transformatorer för höga frekvenser
Flera typer av transformatorer används för radiofrekvens (RF). För transformatorernas kärnor är lameller av stål inte lämpliga.

### Transformatorer med luftkärna
Dessa används för höga frekvenser. Avsaknaden av en kärna innebär mycket låg induktans. Sådana transformatorer kan vara några varv av tråd fastlött på ett kretskort.

### Transformatorer med ferritkärna
Ofta använda för mellanhöga frekvenser (IF), till exempel för steg i radiomottagare, mestadels som avstämda transformatorer, med en gängad ferritkärna som skruvas in eller ut för att justera IF-avstämningen. Transformatorerna är vanligtvis inkapslade för mekanisk stabilitet och för att minska elektromagnetiska störningar.

### Ledningar för hög frekvens
För radiofrekvensanvändning görs transformatorer ibland av en bifilärt (dubbeltrådigt) lindad kabel eller av en koaxialkabel, lindad runt en ferritkärna eller någon annan typ av kärna. Denna typ av transformator ger en extremt stor bandbredd men endast ett begränsat antal omsättningstal (såsom 1:9, 1:4 eller 1:2) kan uppnås med denna teknik.
Kärnmaterialet ger en stor ökning av induktansen och ger därmed ett väsentligt ökat Q-värde. Kärnorna hos sådana transformatorer förbättrar i synnerhet prestandan för de lägre frekvenserna av bandet.

## Transformatorer för ljudsignaler

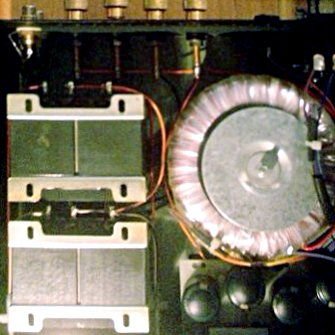
Transformatorer i en rörförstärkare. Utgångstransformatorerna till vänster. Strömförsörjningens toroidtransformator till höger

Transformatorer (avsedda för 20–20000 Hz) i en överföringskedja för ljudsignaler är oftast den faktor som begränsar ljudkvaliteten när de används; elektroniska kretsar med stort frekvensomfång och låg distorsion är relativt enkla att utforma.
En viktig komponent är utgångstransformatorn till en effektförstärkare. Rörbaserade kretsar för återgivning med hög kvalitet har länge tillverkats utan transformatorer, men en utgångstransformator behövs för att koppla utgångsrörens relativt höga inre impedans (upp till några hundra ohm beroende på konfiguration) till den låga impedansen (4-16 ohm) hos en normal högtalare. De flesta halvledarbaserade effektförstärkare behöver inte någon utgångstransformator alls.
Ett idag vanligare användningsområde för transformatorer i ljudkretsar är som linjetransformator, där dess förmåga till galvanisk isolering och god symmetrisk stördämpning gör den till en attraktiv komponent i till exempel mikrofonförförstärkare eller DI-boxar.  
För god lågfrekvensåtergivning krävs en relativt stor järnkärna och krav på hög effekttålighet ökar också den erforderliga kärnans storlek. Goda högfrekvensegenskaper kräver noggrant utformade och genomförda lindningar för att undvika alltför mycket läckinduktans eller läckkapacitans. Allt detta leder till en relativt dyr komponent.
Samtidigt kan den färgning som transformatorn ger vara en eftersökt egenskap, och det finns en omfattande andrahandsmarknad med äldre elektronik där bland annat olika transformatorers klang uppges spela stor roll för värdet på apparaten.
Ett idag ovanligare användningsområde för en audiotransformator är i telefonmodem, där dess förmåga till galvanisk isolation är viktig för att behålla telefonlinjens isolation mot lokal jordpotential.  Sådana transformatorer utformas oftast för 600Ω impedans, med begränsat frekvensområde (till exempel 200 - 6000 Hz) men med hög tålighet mot överslag mellan lindningarna.

## Transformatorer förtrefassystem
Transformering av trefasspänningar kan åstadkommas på två sätt. Endera med en transformator speciellt konstruerad för ändamålet eller med tre hopkopplade separata transformatorer avsedda för enfas.
| Exempel på ett sätt att koppla tre enfastransformatorer för transformering av trefas. L1, L2 och L3 är trefaskällans faser. Det är en Y-koppling överst och en deltakoppling nederst. |  | Transformator för trefas. Varje fas har en primär och en sekundär lindning |
| Exempel på ett sätt att koppla tre enfastransformatorer för transformering av trefas. L1, L2 och L3 är trefaskällans faser. Det är en Y-koppling överst och en deltakoppling nederst. |  | Transformator för trefas. Varje fas har en primär och en sekundär lindning |

## Transformatorer i elnät

Elkraftnätverk är vanligen uppbyggda av fyra delar. Trefastransformatorer omvandlar spänningarna mellan elnätets delar

Elektrisk energiproduktion i kraftverk sker vid relativt låg spänning, 0,4 till 17,5 kV. Normalt transformeras den sedan upp till en högre spänning för fjärrdistributionen, vars nivå är beroende av hur mycket energi som produceras och vilka spänningsnivåer som finns tillgängliga i närheten. I mottagningsänden transformeras den sedan ned i flera steg till den spänning som är standard i konsumenternas trefasanslutningar. I många länder är denna systemspänning 400 V, som resulterar i 230 V enfas i vägguttagen hos konsumenterna. Tidigare var systemspänningen i Europa 380 eller 415 V, vilket gav 220 V respektive 240 V i vägguttagen. Före andra världskriget och fram till och med 1950-talet var system med 190/110 och 220/127 vanliga i Sverige. I Japan används spänningarna 100 V och 200 V; i USA användes i hushållen 2x120V (240 volt med mittnolla) eller trefas 120/208 V.
I Europa är nätfrekvensen 50 Hz medan USA och omkringliggande länder har nätfrekvensen 60 Hz. För längesedan förekom i Sverige 25 Hz, vilket hade nackdelen att mycket järn krävdes i anslutna apparater och att vanliga glödlampor lyste med ett visst flimmer; en fördel var att generatorerna kunde köras på ett lägre varvtal. Hänsyn måste tas till elnätets frekvens vid dimensionering och anslutning av växelströmsapparater.
För elektriska järnvägar som använder växelströmsdrift förekommer så låg frekvens som 16 2/3 Hz (en tredjedel av 50), vilket ger fördelar när ett stillastående tåg snabbt ska köras igång till full hastighet. Spårvagnar och tunnelbanor använder oftast 750 V likspänning.
Systemspänningar på 70 kV eller 130 kV är vanliga i regionnät. Dessa ledningar löper mellan mottagningsstationer som transformerar ned spänningen till mellan 10  och  20 kV. Från mottagningsstationen går antingen luftledningar eller markförlagd kabel till transformatorstationer i närheten av förbrukarna. Den vanligaste spänningen i dessa ledningar är 10 kV. 10 kV-ledningen går sedan till nätstationer i till exempel villakvarter; på landsbygden till stolptransformatorer något centralt placerade, i vissa fall intill större gårdar. Därifrån går servisledningar med 230 V fasspänning (400 V mellan faserna) till abonnenterna.

## Användning inom elektronik
Inom elektroniken används transformatorer för att anpassa impedanser, till exempel mot mikrofoner och högtalare och för att galvaniskt isolera mätutrustning och mätobjekt.
Ett annat vanligt sätt att använda transformatorer är som galvanisk isolator för linjesignaler, ofta via balanserad kabel.

## Ekvivalent krets
Transformatorns universella emk-ekvation
Om kärnans flöde är sinusoidalt så gäller för en lindnings effektivvärde Erms för spänningen, drivkällans frekvens f i Hertz, antalet lindningsvarv N, kärnans tvärsnittsarea a i kvadratmeter och toppvärdet för den magnetiska flödestätheten B i Tesla:
{\displaystyle E_{\text{rms}}={\frac {2\pi fNaB}{\sqrt {2}}}\!\approx 4.44fNaB}
Antaganden:
- Inga järnförluster
- Oändlig permeabilitet
- Inga läckflöden
- Lindningarna förlustfria (resistansfria).

Transformatorns egenskaper kan representeras av en ekvivalent kretsmodell som motsvarar en ideal transformator. 
Resistiva lindningsförluster och reaktiva läckage representeras av följande återkopplingsparametrar hos modellen:
- Primärlindningen: RP, XP
- Sekundärlindningen: RS, XS

RS och XS kan i praktiken omvandlas till primärsidans parametrar genom multiplikation med impedansens skalfaktor
{\displaystyle \left({\frac {N_{p}}{N_{s}}}\right)^{2}}
Kärnförluster och förluster genom läckreaktans representeras av parametrarna för modellens shuntgren:
- Kärn- eller järnförluster: RC
- Magnetiseringsreaktansen: XM

RC och XM kallas ibland modellens magnetiseringsgren.
Kärnförluster orsakas i första hand av hysteres- och virvelströmseffekter i kärnan och är proportionella mot kvadraten av kärnans flöde för drift vid en given frekvens. En kärna med ändlig permeabilitet kräver en magnetiseringsström av IM för att bibehålla det ömsesidiga flödet i kärnan. Magnetiseringsströmmen är i fas med det magnetiska flödet. Mättnadseffekter gör att förhållandet mellan de två är icke-linjärt, men för enkelhets skull brukar denna effekt ignoreras.
Med sinusformad försörjning ligger kärnflödet 90° efter den inducerade emk:n. Om sekundärlindningen saknar ansluten last är magnetiseringsgrenens ström I0 lika med transformatorns tomgångsström.

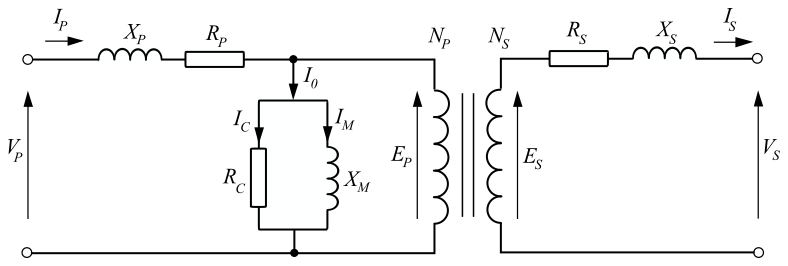
Ekvivalent krets för en transformator

Modellen är baserad på antaganden om linjäritet och en del andra approximationer.  Analysen kan förenklas genom att anta att magnetiseringsgrenens impedans är relativt hög och att flytta grenen till vänster av de primära impedansens parametrar, så att kombinationen av primära och motsvarande sekundära motstånd och reaktanser kan kombineras genom enkel summering av de två uppsättningarna av parametrar:
{\displaystyle X_{P}:=X_{P}+\left({\frac {N_{p}}{N_{s}}}\right)^{2}X_{S}}
{\displaystyle R_{P}:=R_{P}+\left({\frac {N_{p}}{N_{s}}}\right)^{2}R_{S}}